# Гёйча-Зангезурская Республика
Гёйча-Зангезурская Республика (азерб. Göyçə-Zəngəzur Respublikası) — проект государственного образования этнических азербайджанцев, компактно проживавших в области Зангезура и озера Севан (азерб. Göyçə) на территории Армении. 19 сентября 2022 года об учреждении республики заявила группа азербайджанцев, ранее проживавших в этом регионе и вынужденных покинуть его после распада СССР. Заявление содержало структуру будущего правительства республики и объявляло о созыве её парламента (милли-меджлиса) в месячный срок; столицей республики предполагалось объявить город Капан (азерб. Qafan — Гафан) или город Варденис (азерб. Basarkeçər — Басаркечар). По заявлению инициаторов проекта, новое государственное образование должно было входить в состав конфедерации с Республикой Армения. Представительство будущего государства было открыто в Анкаре при участии турецкого политика Мехмета Али Арслана, сообщалось также о переговорах представителей Гёйча-Зангезурской Республики с лидером исламистского движения иракских курдов Али Бапиром.

Предлагаемый флаг Гёйча-Зангезурской республики

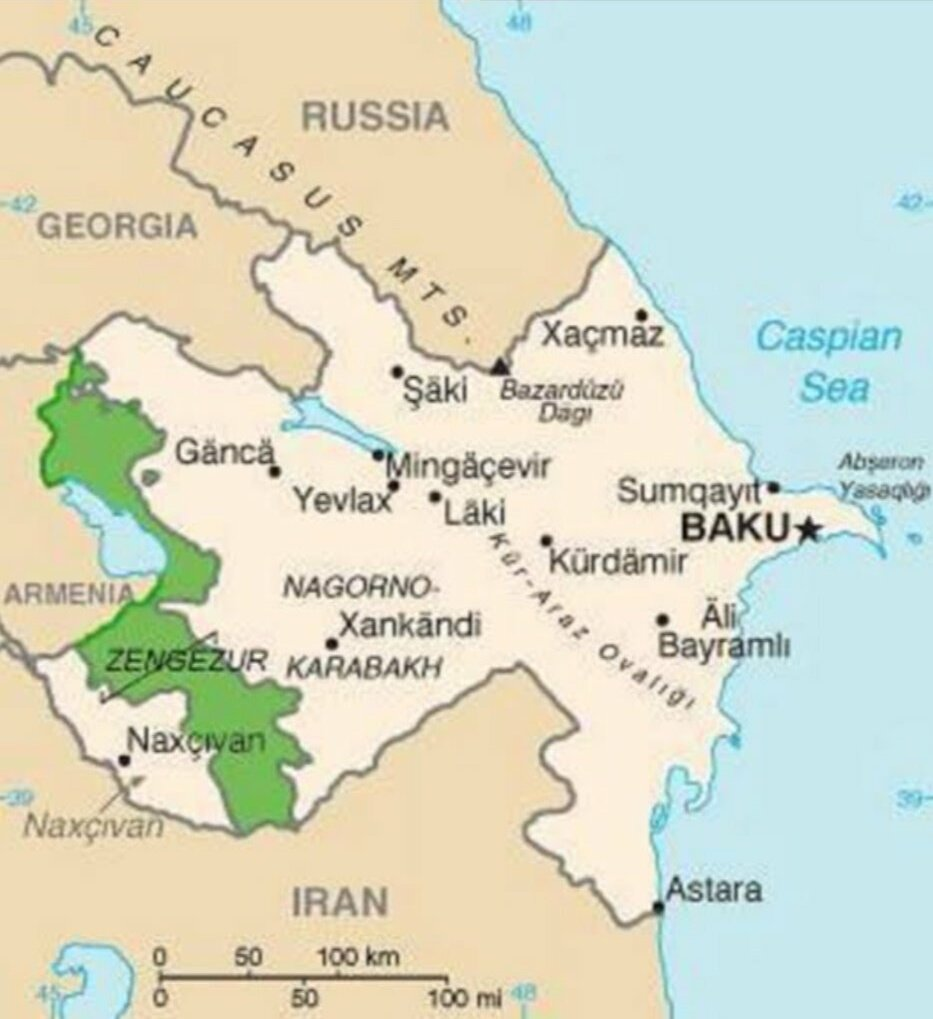
Территории, на которые, как утверждается, претендовала Гёйча-Зангезурская республика

20 сентября представители организации Община Западного Азербайджана выступили с протестом против инициативы Гёйча-Зангезурской Республики, назвав её «неприемлемой и вредной». Появились также публикации, называющие фигуру человека, стоящего за этим проектом, — противоречивого азербайджанского активиста Ризвана Талыбова (азерб. Rizvan Talıbov), которого СМИ называют авантюристом. Депутат азербайджанского парламента Малахат Гасанова решительно осудила инициативу, подчеркнув, что тактику «возвращения» Азербайджаном «исконно азербайджанских земель», на которых в настоящее время находится Армения, должен определять только президент Азербайджана Ильхам Алиев, а не малопонятные общественные активисты. Ряд экспертов оценил провозглашение Гёйча-Зангезурской Республики как провокацию, выгодную лишь врагам Азербайджана — Армении и Ирану. В то же время некоторые комментаторы отмечали, что идея Гёйча-Зангезурской Республики в составе Армении является своего рода зеркальным отражением желаемого Азербайджаном статуса армянской Нагорно-Карабахской Республики в составе Азербайджана, а потому такая инициатива могла бы сыграть свою роль в дипломатическом давлении на Армению с требованием открытия Зангезурского коридора. Социолог Фаик Алекперли указывал, однако, что аналогичная попытка уже предпринималась ранее, когда в 2020 году группа активистов провозгласила Иреванскую тюркскую республику (азерб. İrəvan-Türk Cümhuriyyəti).
В течение 2023 года появлялась информация о том, что Ризван Талыбов был отстранён от руководства проектом Гёйча-Зангезурской Республики своими иностранными контрагентами и место главы несуществующей республики заняла Тюнзала Челебиева (азерб. Tünzalə Çələbiyeva), проживавшая в Турции. 10 августа стало известно, что Талыбов и приехавшая в Азербайджан Челебиева арестованы Службой государственной безопасности Азербайджана. Спустя несколько дней после их ареста было распространено заявление о том, что инициаторы Гёйча-Зангезурской Республики прекращают работу и отказываются от своих идей. «Сегодня все западные азербайджанцы уверены, что их нарушенные права будут восстановлены при наличии политической воли Президента Азербайджана и сил нашего государства. Поэтому они должны быть объединены единым намерением, избегать любых раскольнических шагов, создающих путаницу, и вместе бороться за возвращение в Западный Азербайджан — наши родные земли», — говорится в заявлении, распространённом государственным информационным агентством Азербайджана Азери-Пресс от лица неназванных лидеров Гёйча-Зангезурской Республики.